# Gustavo Endres
Pour les articles homonymes, voir Endres.
Gustavo Endrés est un joueur de volley-ball brésilien né le 23 août 1975 à Passo Fundo (Rio Grande do Sul). Il mesure 2,03 m et joue central. Il totalise 311 sélections en équipe du Brésil.
Il est le frère de Murilo Endrés, également international brésilien. Il est marié et a deux enfants.

## Clubs
| Club              | Pays   | De        | À         |
| ----------------- | ------ | --------- | --------- |
| ADC São Bernardo  | Brésil | 1996-1997 | 2000-2001 |
| Pallavolo Ferrare | Italie | 2001-2002 | 2002-2003 |
| Pallavolo Latina  | Italie | 2003-2004 | 2003-2004 |
| Sisley Trévise    | Italie | 2004-2005 | 2009-2010 |

## Palmarès
- Jeux olympiques (1)
  - Vainqueur : 2004
  - Finaliste : 2008
- Championnat du monde (1)
  - Vainqueur : 2002
- Ligue mondiale (6)
  - Vainqueur : 2001, 2003, 2004, 2005, 2006, 2007
  - Finaliste : 2002
- Grand Champions Cup (2)
  - Vainqueur : 1997, 2005
  - Finaliste : 2001
- Coppa America (3)
  - Vainqueur : 1998, 1999, 2001
  - Finaliste : 2000, 2005
- Championnat d'Italie (2)
  - Vainqueur : 2005, 2007
  - Finaliste : 2006
- Coppa Italia (2)
  - Vainqueur : 2005, 2007
- Supercoupe d'Italie (3)
  - Vainqueur : 2004, 2005, 2006
- Ligue des champions (1)
  - Vainqueur : 2006